# 2001年度香港名牌選舉得獎名單
2001年度香港香港名牌選舉於2002年在工展會頒發。新增「最具潛質品牌」選舉。

## 香港十大名牌得獎品牌
- 清泉
- 大排檔
- 余仁生
- 菊花牌
- 嘉頓
- 西德板
- 金象牌
- 金妹牌
- 東方紅
- 位元堂

最具潛質品牌
- 老行家

網上最受歡迎品牌
- 大排檔